# حسن پایکر
حسن پایْکِر (تلفظ انگلیسی) و یا حسن دوغان پیکَر (نام ترکی)(‎/ˈpaɪkər/‎ , ترکی: [haˈsan doˈan piˈcæɾ]، Hasan Doğan Piker؛ متولد ۲۵ ژوئیه ۱۹۹۱)، که همچنین به نام حسن‌اَبی (ابی به معنی برادر بزرگتر در ترکی) شناخته می‌شود، از استریمرهای توییچ و مفسر سیاسی دست-چپی ترک-آمریکایی است. او قبلاً به عنوان روزنامه‌نگار و تهیه‌کننده در ترکان جوان و به عنوان ستون نویس در هاف پست کار کرده‌است. او در حال حاضر یکی از پربیننده‌ترین و مشترک شده‌ترین استریمرها در توییچ است، که در آن اخبار را پوشش می‌دهد، انواع بازی‌های ویدئویی را بازی می‌کند و به بحث در مورد سیاست از منظر سوسیالیستی می‌پردازد.

## اوایل زندگی
حسن دوگان پایکر از پدر و مادری ترک در نیوبرانزویک نیوجرسی متولد شد و در استانبول ترکیه بزرگ شد. او تعریف کرده که در دوران تحصیل خود در مدرسه دولتی در ترکیه که به دلیل عدم آمادگی جسمانی و رویکرد پرسشگرانه مورد آزار و اذیت قرار گرفته‌است. او در جوانی خود را فردی «مطرود» توصیف می‌کند که جزم اندیشی مذهبی را که در مدرسه به او آموخته بودند زیر سؤال برد و به فرهنگ بازی کامپیوتری علاقه داشت. او به‌طور منظم یکی از معدود مجلات بازی‌های کامپیوتری  منتشر شده در ترکیه را می‌خواند.
پایکر به ایالات متحده بازگشت و وارد دانشگاه میامی شد و آن زمان به عنوان مروج باشگاه کار کرد. پس از دو ترم با معدل ۲٫۹، به دانشگاه راتگرز منتقل شد، که در سال ۲۰۱۳ با افتخار کوم لود در رشته علوم سیاسی و ارتباطات از آنجا فارغ‌التحصیل شد.

## زندگی شخصی
پایکر مسلمان بزرگ شده و از تبار ترک است. او خواهرزاده جنک یوگور، خالق ترکهای جوان است. پایکر در سال ۲۰۱۶ در یک فیلم کوتاه به نام باشگاه ظاهر شد. او در سال ۲۰۱۸ با بازیگر پورنوگرافی جنیس گریفیت رابطه داشت.
در اوت ۲۰۲۱، پایکر یک خانه ۲٫۷ میلیون دلاری در وست هالیوود، کالیفرنیا خرید. این خرید به صورت آنلاین مورد انتقاد افرادی قرار گرفت که احساس می‌کردند به نظر می‌رسد این کار مخالف دیدگاه‌های او به عنوان یک سوسیالیست است. علاوه بر این، در پی افشای اطلاعات گسترده‌ای از توییچ، که شامل درآمدهای ماهانه مالی پایکر بود، وی بار دیگر مورد انتقاد قرار گرفت. پایکر در پاسخ گفت که درآمد او همیشه شفاف بوده‌است زیرا کل مشترکان توییچ خود را در استریم خود نشان می‌دهد.